# Mansehra
Mansehra – miasto w Pakistanie, w prowincji Chajber Pasztunchwa. W 2017 roku liczyło 127 645 mieszkańców.